# Anarcopacifisme
L'anarquisme pacifista o anarcopacifisme és un moviment anarquista que rebutja qualsevol forma de violència, tant la provinent de l'Estat com la que prové de les lluites entre forces socials, promovent el pacifisme i la no-violència.
Històricament l'anarquisme s'ha entès com una lluita social que justificava qualsevol mitjà, incloent la violència, per a eliminar qualsevol tipus de jerarquia social. De fet és de vegades difícil separar en molts àmbits i discursos els termes anarquista i terrorista, a causa de la identificació entre ambdós conceptes derivada dels fets esdevinguts a principis del segle xx, en els quals alguns individus anarquistes van provocar atemptats magnicides (vegeu propaganda pel fet).
No obstant això, en l'ideal anarquista l'únic principi clar és el que no ha d'existir cap jerarquia, de manera que cap ésser humà pugui exercir relacions de dominació sobre uns altres. En aquest context, i amb la finalitat de separar aquest principi o objectiu, dels mitjans per a aconseguir-lo, l'anarquista pacifista proposa el rebuig total a la violència sense renunciar a la desaparició efectiva d'alguns dels poders: aquells que no entren en contradicció amb el principi enunciat.
Així, l'anarquisme pacifista consent l'existència de certes lleis, de jutges (com funcionaris coneixedors de la llei que faciliten la seva aplicació), del concepte de delicte o d'economia autogestiva. No obstant això discrepa quant a qui ha de fer aquestes lleis, perquè des de l'ideal anarquista i de l'acció directa, es considera que no ha d'haver persones o entitats que monopolitzin o controlin aquest poder. És a dir, l'anarcopacifista creu que no ha d'haver polítics, parlaments o governs, sinó que les lleis han d'emanar del poble segons un esquema de "una persona un vot".
Els mitjans que proposa l'anarquisme pacifista modern es basen en la consulta constant a la societat, la participació plena de tots els individus que ho desitgin en qualsevol presa de decisions polítiques que els afectin, l'eliminació de representants o intermediaris entre el poble i el poder legislatiu, i la recuperació del sentit correcte de la paraula "política" en el seu significat etimològic de "participació ciutadana".
L'auge de les modernes xarxes de comunicació ha rescatat a principis del segle xxi l'ideal anarquista de l'ostracisme al que va ser sotmès per la seva identificació amb el terrorisme magnicida, i li ha donat una nova dimensió en la qual anarquia és sinònim d'igualtat i llibertat, en lloc de ser identificada automàticament amb la violència.